# Martxa baten lehen notak
Martxa baten lehen notak (en castellano, Las primeras notas de una marcha) es una canción de Mikel Laboa, con letra de Joxan Artze, que fue publicada en el álbum Lau-bost en 1980 . 
 

Tras la muerte de Francisco Franco, en un ambiente de transición democrática, se escuchan varios tipos de marchas en las calles, y Mikel Laboa quería crear una marcha para los pequeños pueblos que luchaban por sobrevivir. Se trataba de una nueva marcha que fomentase la idea de la solidaridad entre pueblos y personas, partiendo del propio conocimiento de cada uno de ellos. Le pidió a Joxan Artze que escribiera la letra, siendo esta canción es el resultado, grabada por Laboa en 1980. 

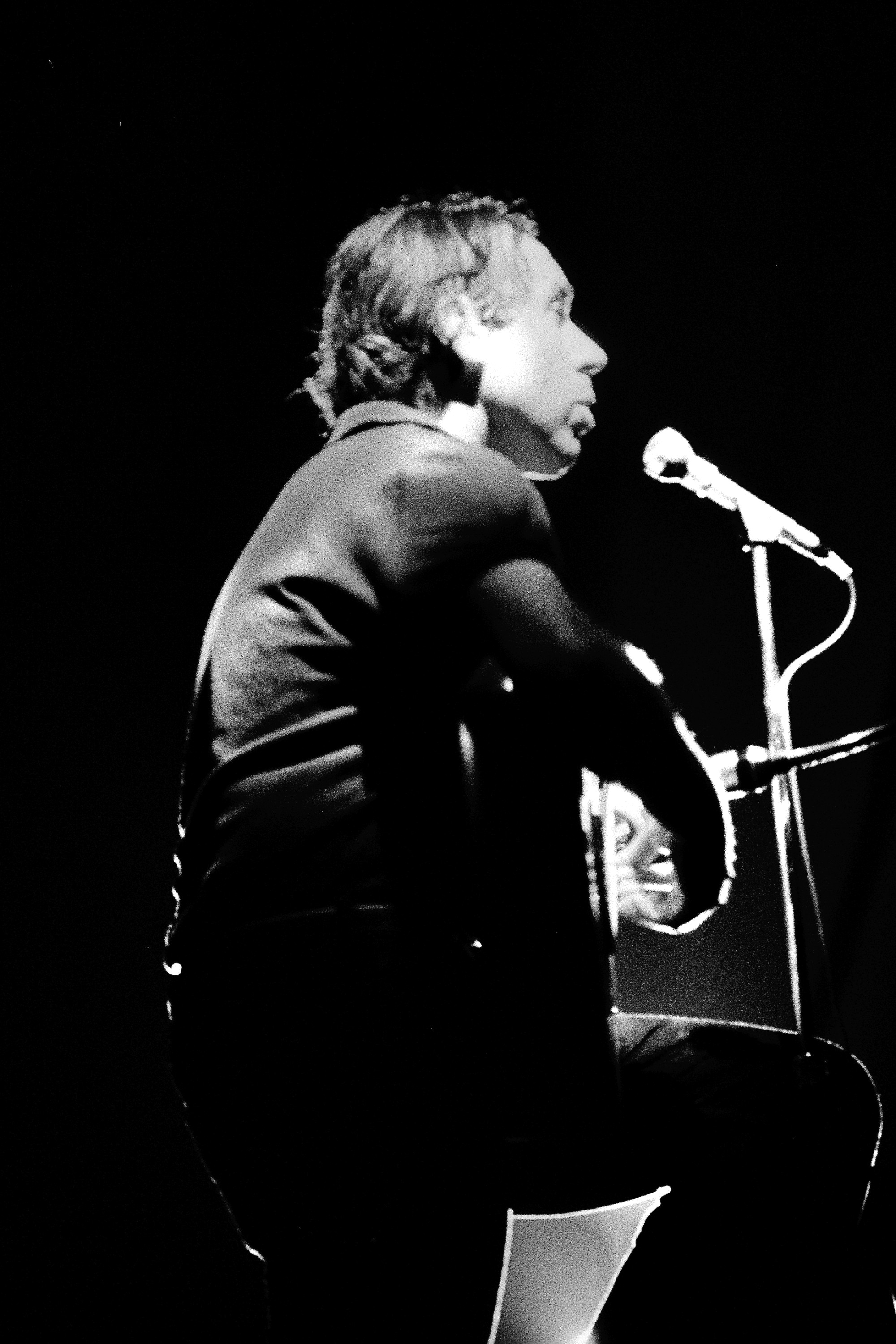
Mikel Laboa
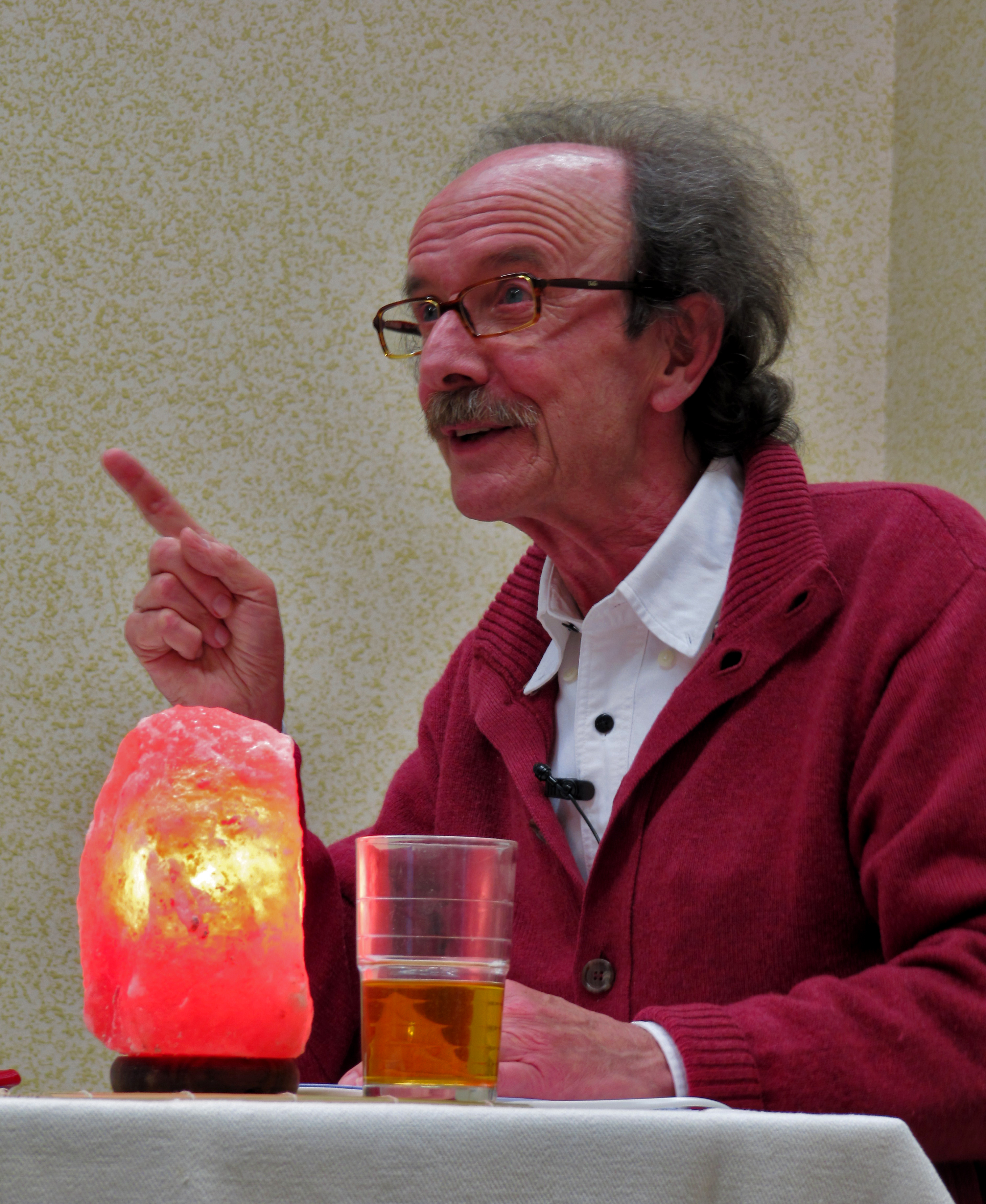
Joxan Artze

## Versiones
Esta canción aparece en tres discos de Mikel Laboa. Además de la versión de Mikel Laboa, hay muchas otras versiones; lo han grabado los siguientes cantantes: Aire Ahizpak,  Arkaitz Miner, Herri Oihua, Iheskide, Oreka TX, Igelaren Banda, Mikel Urdangarin, Pier Paul Berzaitz, y Morau, 